# 김봉한 (의학자)

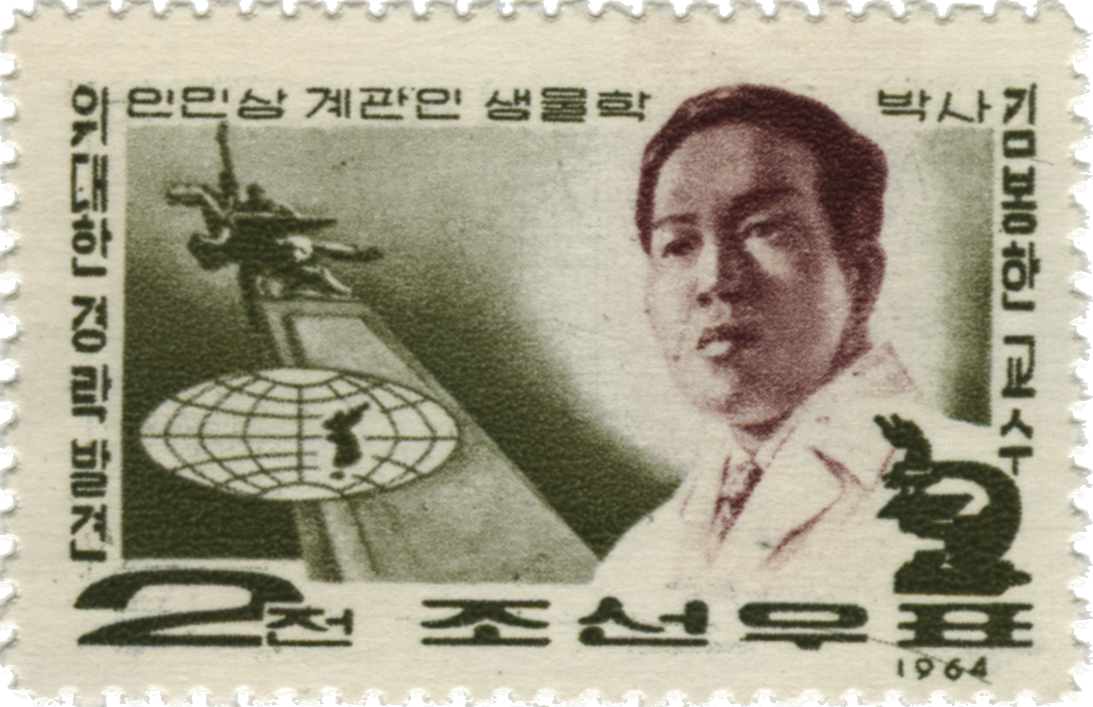
1964년에 조선민주주의인민공화국에서 발행된 우표에 그려진 김봉한

김봉한(金鳳漢, 1916년 ~ 1966년?)은 조선민주주의인민공화국의 의학자이다.

## 생애
1941년에 서울대학교의 전신인 경성제국대학 의학부를 졸업하고, 1950년 한국전쟁 당시 야전병원 의사로서 부상병들을 치료하는 과정에서 산알의 존재에 대한 단서를 찾았다. 이후 김봉한은 월북하여 평양의과대학에서 동물실험 등을 통해 인체에 존재하는 경락의 실체에 대해 연구한 결과 몸안에 많은 수의 ‘산알’과 이것을 잇는 그물망같은 물리적 시스템이 존재한다는 가설을 만들고, 이를 ‘산알이론’으로 확립하고, 1961년에 경락을 발견했다고 주장했다. 김봉한은 1960년대 중반에 조선민주주의인민공화국 당국에게 반당분자로 몰려 숙청된 것으로 보인다.
그의 연구 결과는 신소재 섬유인 비날론 등과 함께 1960년대 조선민주주의인민공화국 과학의 3대 업적으로 꼽힐만큼 칭송을 받았으며, 당시 동구권 과학자들 사이에서 선풍적 관심을 모은 것으로 알려져 있다. 그러나 이 이론에 대해 ‘비인도적인 생체실험을 통해 연구된 것’이라는 소문과 국제적 의혹이 제기되자, 입장이 난처해진 조선민주주의인민공화국은 정치적 판단에 따라 김봉한과 그의 '산알이론'을 매장시킨 것으로 전해진다.
이러한 내용은 1970년대 후반 일본을 통해 국내에 소문으로 흘러들어왔으며 이를 소개한 책자가 1992년과 1997년 국내에서 작가 공동철에 의해 발행됐다. 공동철의 책 "김봉한"은 1970년대 후반~1980년대 초 일본에서 먼저 발행된 도서 등을 참조한 것으로 보인다.

## 같이 보기
- 한의학